# Free Will Hunting
Free Will Hunting (с англ. — ««Охота за свободой воли»») — 9 эпизод 7 сезона мультсериала «Футурама».

## Сюжет
Бендер за один день принимает множество решений — он поступает в университет, одолжив на это деньги у робомафии, связывается там с уличной бандой, подсаживается на «искру», почти делает себе татуировку и заканчивает тем, что соглашается на извращенские действия с Роботом-Гедонистом. В конце концов, после попытки ограбления его забирают в полицию и собираются судить. Однако, несмотря на признания Бендера в содеянном, его адвокат сумел выиграть дело, заявив, что робот не мог сознательно совершить эти преступления, поскольку он не обладает свободой воли, а лишь подчиняется заложенной в него программе. Бендера эти слова очень расстраивают — он не понимает, как можно существовать без свободы воли.
Вскоре после этого экипаж Межпланетного Экспресса летит с очередным заданием на планету Чапек 9. Однако Бендер, не зная, зачем ему жить, остаётся на планете с целью отыскать свой смысл жизни. Скитаясь по планете и общаясь с другими роботами, он приходит к робомонашескому ордену. Монахи ему разъясняют, что подчиняться своей программе и есть смысл существования. Бендер наконец обретает смирение и становится монахом. Но одновременно он узнает, что каждый робот снабжён слотом для специального модуля, дающего роботам свободу воли. Считая, что в архивах исследовательского центра Мамочкиной Корпорации можно найти этот модуль, Бендер сбегает.
Прибыв на Землю, Бендер уговаривает Фрая и Лилу (которых он застал в одной постели) пойти с ним, чтобы помогать Бендеру принимать решения. Не найдя модуля, тем не менее, в исследовательском центре Бендер разговаривает с Мамочкой, которая говорит ему, что в своё время разработкой модуля свободы воли занимался… профессор Фарнсворт!
Бендер возвращается в «Межпланетный экспресс» и, угрожая профессору бластером, обвиняет его в том, что профессор втайне завершил разработку модуля. Робот заставляет его отдать этот модуль. Профессор не показывает никаких признаков возмущения, достает модуль свободы воли и ставит его на стол. Однако Бендер не может взять модуль, на что профессор с улыбкой заявляет, что он запрограммировал всех роботов так, что они не могут взять модуль, а также причинить ему (профессору) физический вред. Бендер впадает в отчаяние. Увидев это, Фарнсворт сжалился над роботом и сам вставляет ему модуль свободы воли. Бендер незамедлительно проверяет его действие, стреляя в профессора.
Бендера вновь вызывают в суд за покушение на жизнь профессора. Но, так как у Бендера теперь есть свобода воли, судья признаёт его виновным. Самого робота это весьма радует.